# Université du Verbe incarné
L'université du Verbe incarné (en anglais : University of the Incarnate Word ou UIW) est une université privée catholique américaine située à San Antonio au Texas.
L'université administre aussi une école de filles, Incarnate Word High School, une école mixte, St. Anthony Catholic High School et deux écoles primaires, St. Anthony's et St. Peter Prince of the Apostles.

## Historique
L'établissement a été fondé en 1881 par les Sœurs de la Charité du Verbe incarné, installées à San Antonio in 1869. L'établissement est fondé en tant que l'Incarnate Word School en 1881, école secondaire pour jeunes filles. En 1900, il déménage du quartier de Government Hill à la maison-mère des Sœurs à Alamo Heights. Des classes d'enseignement supérieur sont ajoutées en 1909, et l'établissement prend le nom de College and Academy of the Incarnate Word. 
En 1995, l'université crée une formation pour adultes et dans le domaine international. En 1995, le programme de formation continue intitulé Adult Degree Completion Program (ADCaP) permet à des personnes adultes d'obtenir une éducation supérieure par des cours du soir et en formation accélérée. 
En 2000, l'UIW commence à programmer des cours diplômants en Chine.

## Source
- (en) Cet article est partiellement ou en totalité issu de l’article de Wikipédia en anglais intitulé « University of the Incarnate Word » (voir la liste des auteurs).